# Vogelkolonie

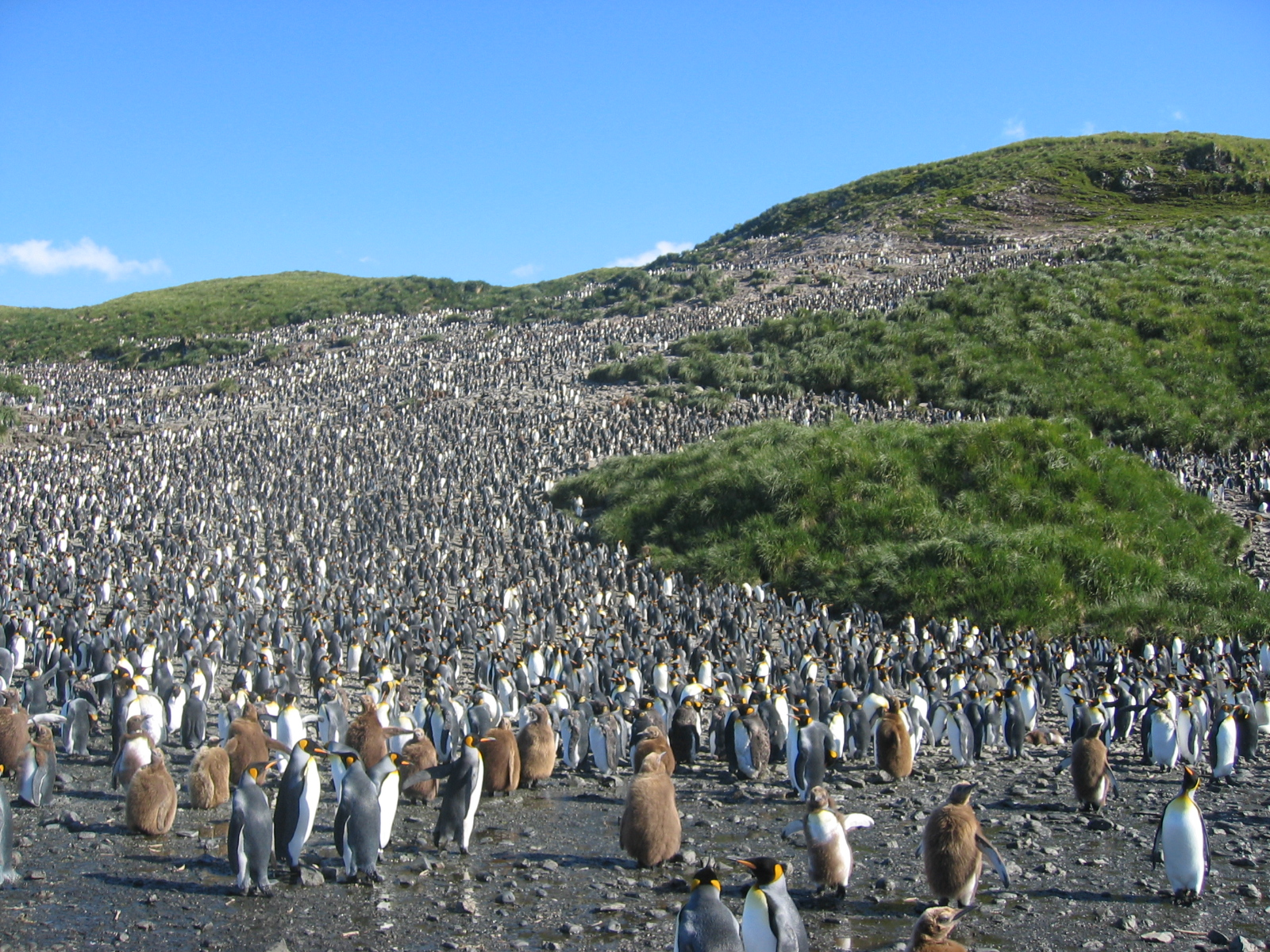
Een kolonie van koningspinguïns op Zuid-Georgia

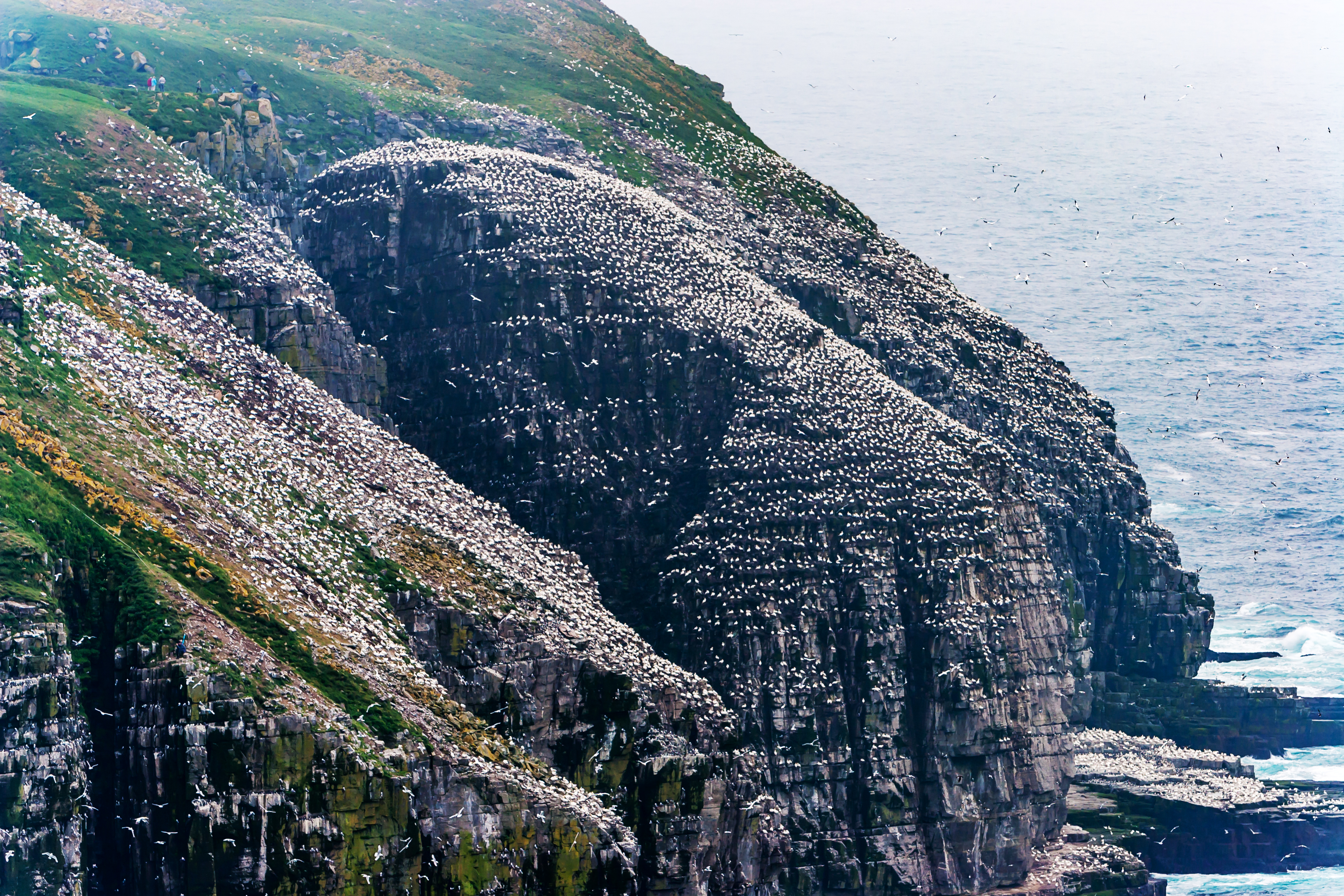
De kliffen van het Ecologisch Reservaat Cape St. Mary's, op het Canadese eiland Newfoundland, lijken wel wit te kleuren door de tienduizenden zeevogels die er broeden

Een vogelkolonie of broedkolonie is een gemeenschappelijke broedlocatie van een groot aantal vogels van een of meer soorten. De meeste koloniebroeders zijn vogels die aan water gebonden zijn, zoals zeevogels, maar ook roeken, kauwen, zwaluwen en gierzwaluwen broeden in kolonies. Ze hebben in de kolonie zeer klein nestterritorium, maar hun activiteitsgebied is beduidend groter.

## Ecologie
Het nestelen in grote groepen heeft waarschijnlijk als voordeel, dat een grote groep relatief minder bloot staat aan predatie dan afzonderlijke broedparen. Grote groepen vogels zijn in staat sneller bedreigingen te signaleren, zo hoeven individuen minder waakzaam te zijn en kunnen ze meer tijd besteden aan eten en broedzorg. Ook een schaarste aan geschikte broedlocaties kan, samen met een grote beschikbaarheid van voedsel, leiden tot concentraties van broedvogels. De laatste reden is de oorzaak dat afgelegen eilanden in de oceaan (zoals Tristan da Cunha, Zuid-Georgia en de Galapagoseilanden) vaak grote vogelkolonies herbergen.
Het broeden in kolonies brengt ook nadelen met zich mee, zo zullen ziektes zich binnen dicht opeen gepakte kolonies zich sneller verspreiden dan in ruimtelijk verspreide populaties. Ook parasitisme, zoals broedparasitisme, komt meer voor binnen kolonies, waar veel potentiële gastheren dicht bij elkaar beschikbaar zijn. Ook is er voor vogels binnen een kolonie meer concurrentie om ruimte en voedsel.

## Bedreiging
Veel vogelkolonies zijn erg gevoelig voor invasieve soorten, zoals muizen, ratten en katten. Introductie van deze soorten kan leiden tot het (lokaal) uitsterven van soorten, aangezien veel vogels niet zijn aangepast aan predators waar ze niet van nature mee samen leven.

## Vogelkolonies in en om de Benelux

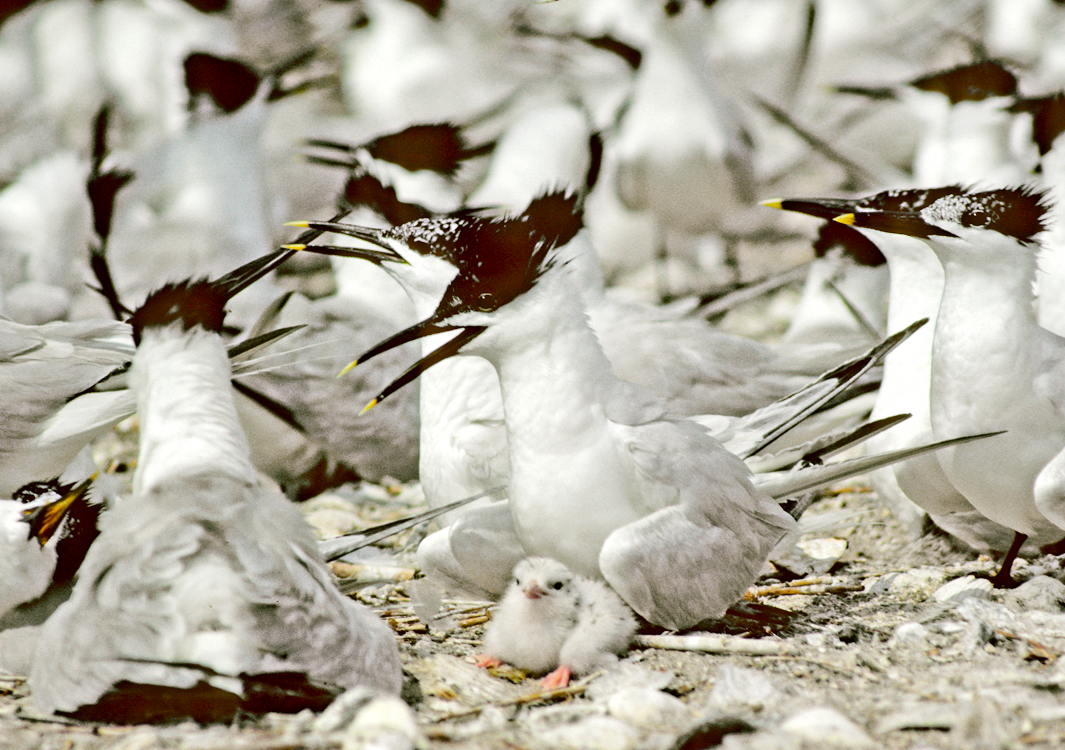
Amerikaanse grote sterns in een kolonie

- Zwillbrocker Venn – flamingo en kokmeeuw
- Griend – grote stern, noordse stern en eider
- Zwin – ooievaar en grauwe gans
- Oostvaardersplassen – lepelaar en aalscholver